# Pedro Filipe Barbosa Moreira
Pedro Filipe Barbosa Moreira, meglio noto come Pedrinho (Cristelo, 20 dicembre 1992), è un calciatore portoghese, centrocampista del Çorum.

## Palmarès

### Club

#### Competizioni nazionali
- Segunda Liga: 1

Paços Ferreira: 2018-2019
- Campionato lettone: 1

Riga FC: 2020
- TFF 1. Lig: 1

Kocaelispor: 2024-2025